# Olympische Sommerspiele 2012/Leichtathletik – 20 km Gehen (Frauen)

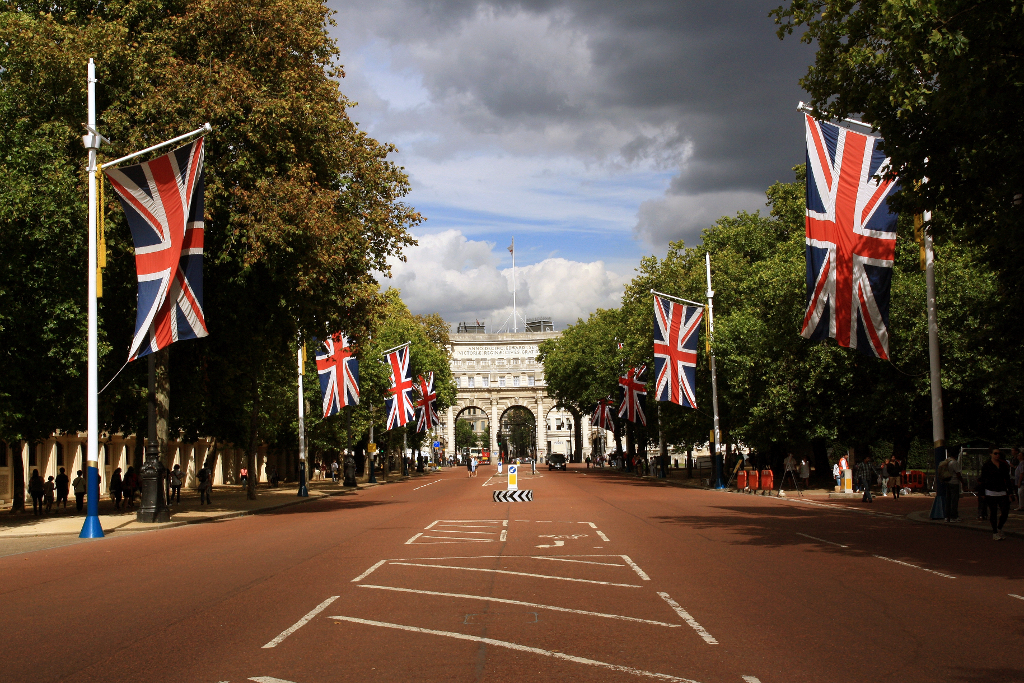
The Mall mit Blick auf den Buckingham Palace im Jahr 2011

Das 20-km-Gehen der Frauen bei den Olympischen Spielen 2012 in London wurde am 11. August 2012 auf einem Rundkurs in der Innenstadt von London ausgetragen. 61 Athletinnen nahmen teil.
Es gab einen Dreifacherfolg für die Geherinnen aus der Volksrepublik China. Olympiasiegerin wurde Qoijing Gyi vor Liu Hong und Lü Xiuzhi. 
Für Deutschland starteten Sabine Krantz und Melanie Seeger. Während Krantz das Rennen aufgeben musste, kam Seeger auf Platz sechzehn ins Ziel.

Athletinnen aus der Schweiz, Österreich und Liechtenstein nahmen nicht teil.

## Aktuelle Titelträgerinnen
| Olympiasiegerin                      | Olga Kaniskina ( Russland)         | 1:26:31 h   | Peking 2008           |
| Weltmeisterin                        | Liu Hong ( Volksrepublik China)    | 1:30:00 h   | Daegu 2011            |
| Europameisterin                      | Wera Sokolowa ( Russland)          | 1:30:02 h   | Olhão, Portugal 2011  |
| Zentralamerika und Karibik-Meisterin | Jamy Franco ( Guatemala)           | 1:37:53 h   | San Salvador 2011     |
| Südamerika-Meisterin                 | Arabelly Orjuela ( Kolumbien)      | 1:34:40 h   | Salinas, Ecuador 2012 |
| Asienmeisterin                       | Huiqin Ding ( Volksrepublik China) | 1:30:14 h   | Nomi, Japan 2012      |
| Afrikameisterin                      | Chaima Trabelsi ( Tunesien)        | 1:37:43,4 h | Radès, Tunesien 2009  |
| Ozeanienmeisterin                    | Claire Tallent ( Australien)       | 1:32:58 h   | Hobart 2012           |

## Rekorde

### Bestehende Rekorde
| Weltrekord         | Wera Sokolowa ( Russland)  | 1:25:08 h | Sotschi, Russland              | 26. Februar 2011 |
| Olympischer Rekord | Olga Kaniskina ( Russland) | 1:26:31 h | OS Peking, Volksrepublik China | 21. August 2008  |

### Rekordverbesserungen
Im Wettbewerb am 11. August wurde der bestehende olympische Rekord verbessert. Darüber hinaus gab es einen neuen Kontinental- und einen neuen Landesrekord.
- Olympischer Rekord: 1:25:16 h – Qoijing Gyi, Volksrepublik China
- Kontinentalrekord (Asienrekord): 1:25:16 h – Qoijing Gyi, Volksrepublik China
- Landesrekord: 1:33:36 h – Nguyễn Thị Thanh Phúc, Vietnam

Anmerkung:
Alle Zeiten in diesem Beitrag sind nach Ortszeit London (UTC±0) angegeben.

## Doping
Diese Disziplin war durch fünf Dopingfälle belastet:
- Der ursprünglichen Siegerin Jelena Laschmanowa aus Russland wurden im März 2022 rückwirkend für den Zeitraum zwischen dem 18. Februar 2012 und dem 3. Januar 2014 sämtliche Ergebnisse aberkannt. Davon betroffen war auch ihr hier in London zunächst errungener Olympiasieg.[2]
- Die zunächst zweitplatzierte Russin Olga Kaniskina wurde im Januar 2015 rückwirkend zum Oktober 2012 für drei Jahre wegen Dopingmissbrauchs gesperrt. Ihr Biologischer Pass wies Auffälligkeiten auf. Am 24. März 2016 wurden ihr sämtliche Ergebnisse von August 2009 bis zum 15. Oktober 2012 aberkannt, somit auch die zunächst errungene Silbermedaille von London.[3]
- Der zunächst fünftplatzierten Russin Anissja Kirdjapkina wurden im Februar 2019 rückwirkend für den Zeitraum vom 25. Februar 2011 bis 11. Oktober 2013 alle Ergebnisse gestrichen. Dies betrifft damit auch ihr Resultat bei den olympischen Spielen 2012.[4]
- Im Oktober 2015 wurde die zunächst auf Rang 45 platzierte Türkin Semiha Mutlu rückwirkend für den Zeitraum vom 3. März 2015 bis 2. September 2017 gesperrt, ihre Ergebnisse seit dem 20. August 2011 wurden gestrichen.[5]
- Die Ukrainerin Olena Schumkina (zunächst auf Platz fünfzig) wurde wegen der Werte in ihrem Biologischen Pass im Juni 2017 für dreieinhalb Jahre gesperrt. Sämtliche Resultate seit Mai 2011 wurden annulliert.[6]

## Streckenführung
Die Geherinnen hatten zehnmal eine zwei Kilometer lange Runde zu bewältigen, die über die Prachtstraße The Mall entlang des St. James’s Park bis zum Victoria Memorial führte. Der Kurs bog auf die Straße Constitution Hill ein und führte am Buckingham Palace vorbei den Green Park entlang. Nach einem Wendepunkt ging es zum Start- und Zielpunkt zurück.

## Resultat

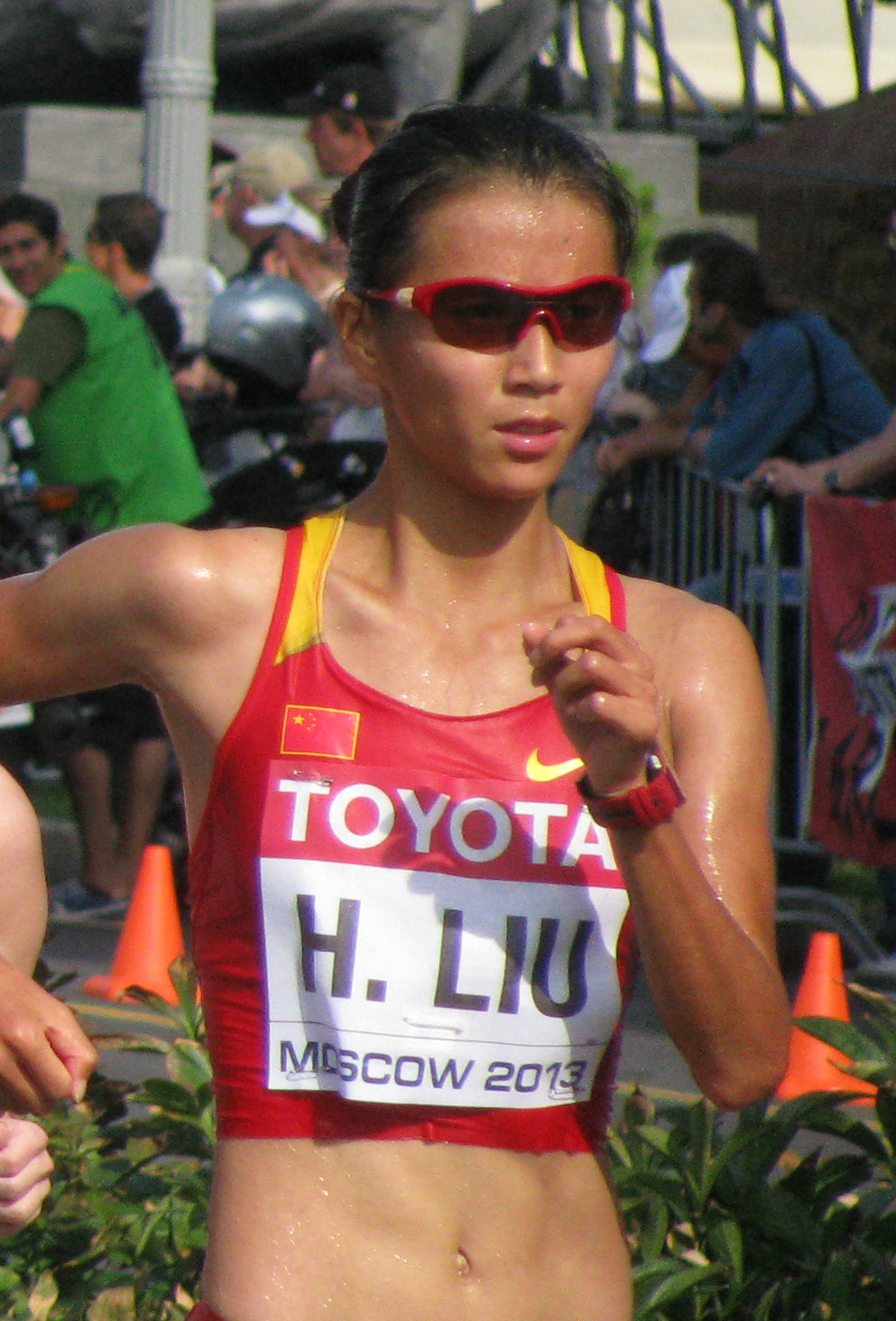
Silbermedaillengewinnerin Liu Hong

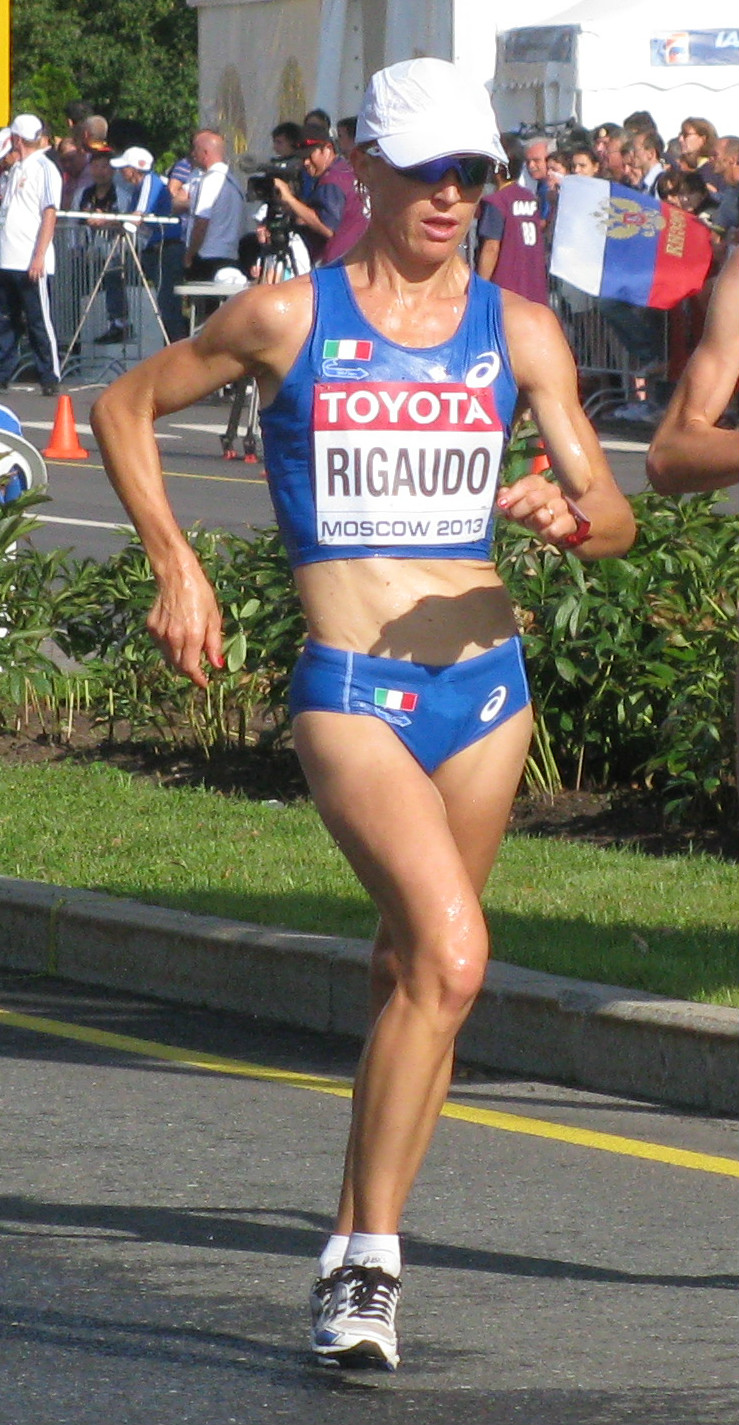
Elisa Rigaudo wurde Olympiavierte

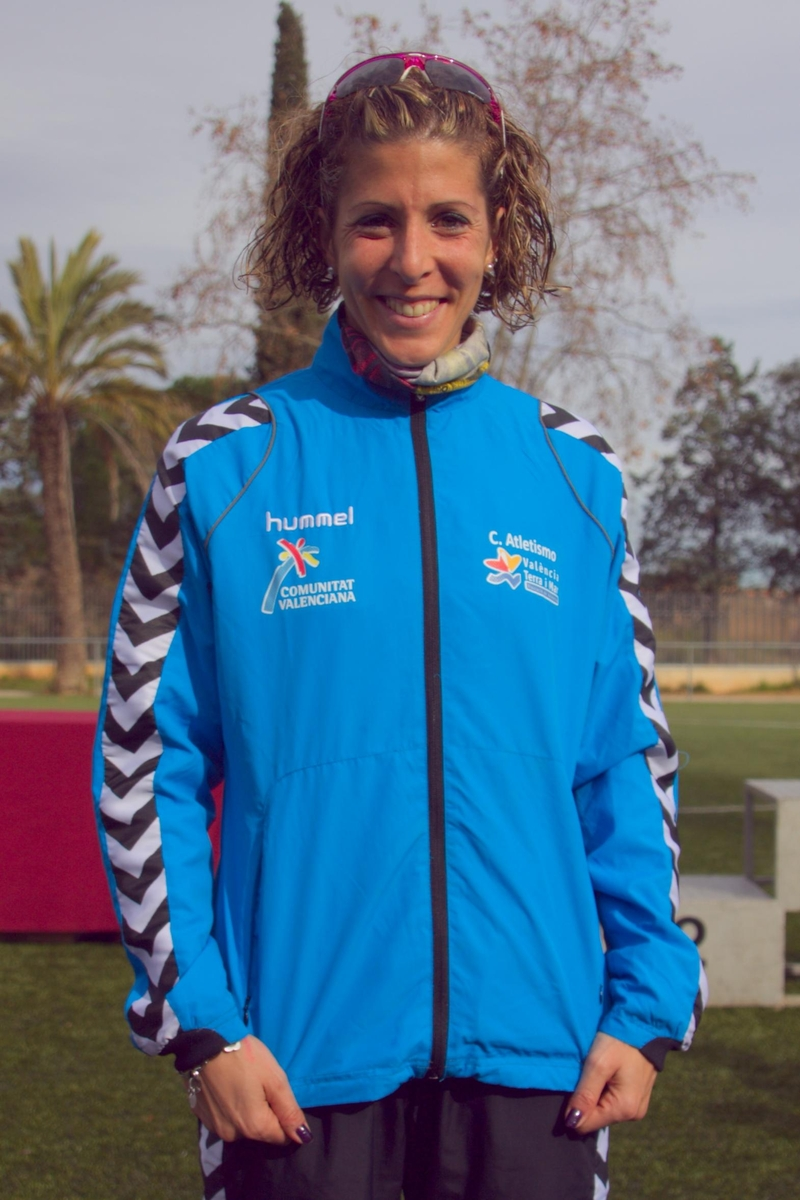
Die fünftplatzierte Beatriz Pascual

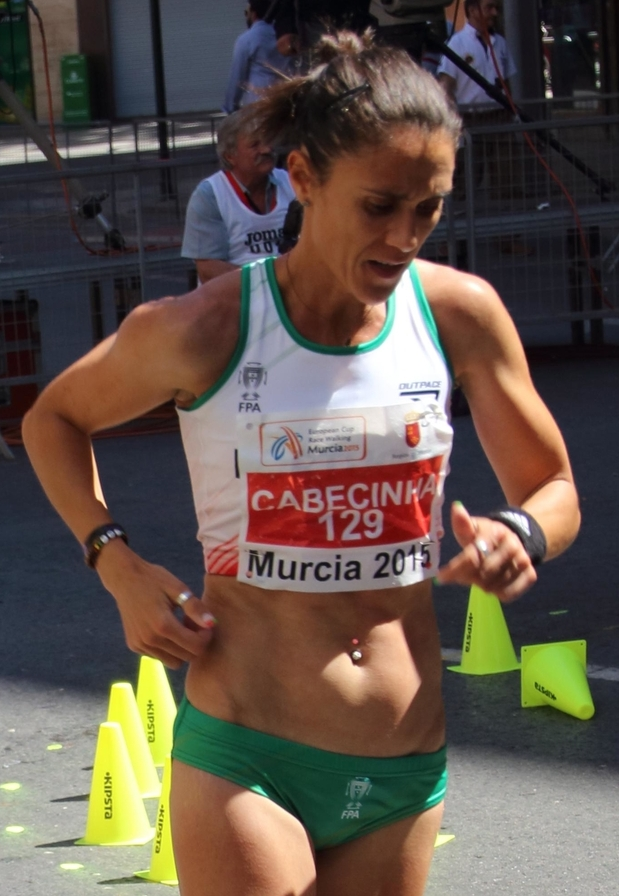
Ana Cabecinha – Rang sechs

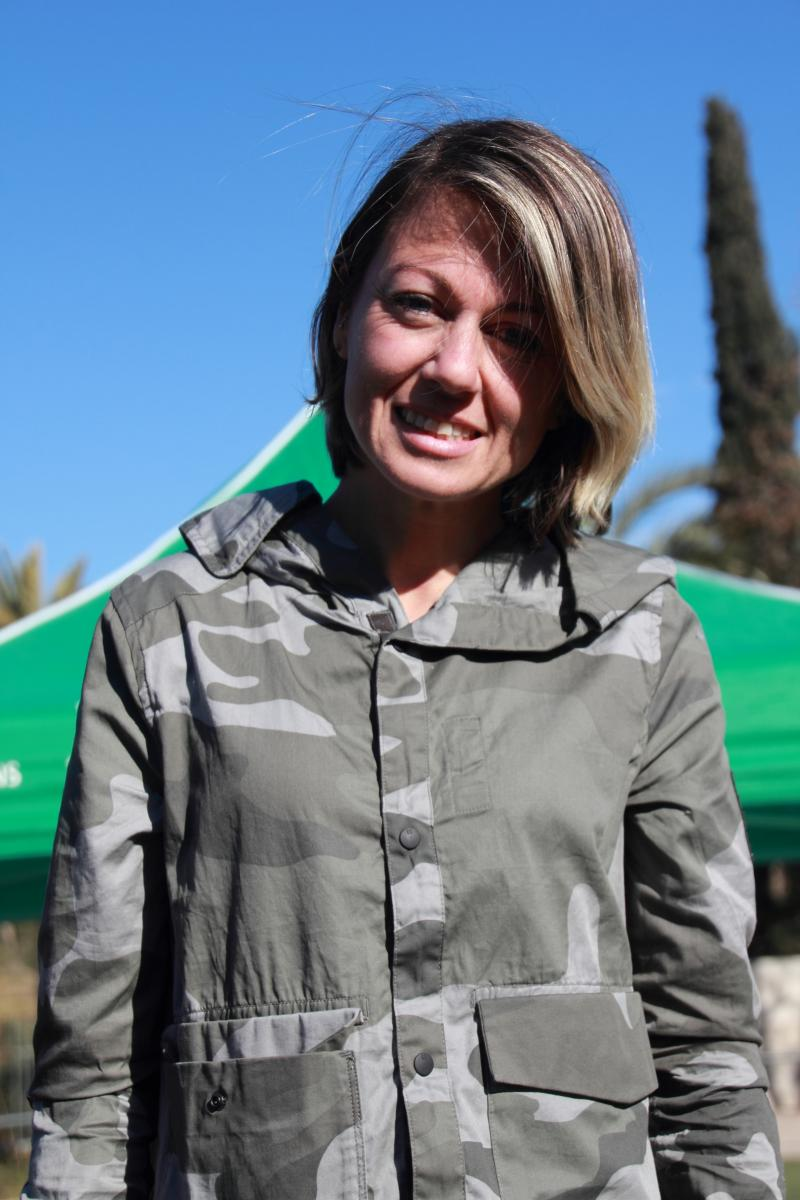
María Vasco kam auf den siebten Platz

11. August 2012, 17.00 Uhr
| Zwischenzeiten | Zwischenzeiten | Zwischenzeiten                                 | Zwischenzeiten |
| Marke          | Zwischenzeit   | Führende                                       | 2-km-Zeit      |
| -------------- | -------------- | ---------------------------------------------- | -------------- |
| 2 km           | 8:38 min       | Liu Hong 5 s vor 11köpfiger Gruppe             | 8:38 min       |
| 4 km           | 17:03 min      | Liu 18 s vor 8köpfiger Gruppe                  | 8:25 min       |
| 6 km           | 25:32 min      | Liu 31 s vor 6köpfiger Gruppe                  | 8:29 min       |
| 8 km           | 34:06 min      | Liu 38 s vor Qoijing, Laschmanowa und Ortíz    | 8:34 min       |
| 10 km          | 42:50 min      | Liu 38 s vor Qoijing und Lü                    | 8:44 min       |
| 12 km          | 51:27 min      | Liu 21 s vor Qoijing und Lü                    | 8:37 min       |
| 14 km          | 1:00:09 h00    | Liu 3 s vor Qoijing / Lü weitere 16 s zurück   | 8:42 min       |
| 16 km          | 1:08:35 h00    | Qoijing 3 s vor Liu / Lü weitere 41 s zurück   | 8:40 min       |
| 18 km          | 1:16:55 h00    | Qoijing 25 s vor Hong / Lü weitere 47 s zurück | 8:20 min       |
| 20 km          | 1:25:16 h00    | Qoijing                                        | 8:21 min       |

## Ergebnis
| Platz | Name                       | Nation                 | Zeit (h)        | Verwarnungen    | Anmerkung                                           |
| ----- | -------------------------- | ---------------------- | --------------- | --------------- | --------------------------------------------------- |
| 1     | Qoijing Gyi                | Volksrepublik China    | 1:25:16         | Bod / Bod       | OR / AS                                             |
| 2     | Liu Hong                   | Volksrepublik China    | 1:26:00         | Bod             |                                                     |
| 3     | Lü Xiuzhi                  | Volksrepublik China    | 1:27:10         | Bod             |                                                     |
| 4     | Elisa Rigaudo              | Italien                | 1:27:36         | Knie            |                                                     |
| 5     | Beatriz Pascual            | Spanien                | 1:27:56         |                 |                                                     |
| 6     | Ana Cabecinha              | Portugal               | 1:28:03         |                 |                                                     |
| 7     | María Vasco                | Spanien                | 1:28:14         |                 |                                                     |
| 8     | Masumi Fuchise             | Japan                  | 1:28:41         | Bod             |                                                     |
| 9     | María José Povés           | Spanien                | 1:29:36         | Bod             |                                                     |
| 10    | Olive Loughnane            | Irland                 | 1:29:39         |                 |                                                     |
| 11    | Eleonora Anna Giorgi       | Italien                | 1:29:48         | Knie            |                                                     |
| 12    | Inês Henriques             | Portugal               | 1:29:54         | Bod             |                                                     |
| 13    | Nadja Borowska             | Ukraine                | 1:30:03         |                 |                                                     |
| 14    | Regan Lamble               | Australien             | 1:30:08         |                 |                                                     |
| 15    | Mayumi Kawasaki            | Japan                  | 1:30:20         |                 |                                                     |
| 16    | Melanie Seeger             | Deutschland            | 1:30:44         |                 |                                                     |
| 17    | Laura Reynolds             | Irland                 | 1:31:02         |                 |                                                     |
| 18    | Kristina Saltanovič        | Litauen                | 1:31:04         |                 |                                                     |
| 19    | Agnieszka Szwarnóg         | Polen                  | 1:31:14         | Bod             |                                                     |
| 20    | Agnieszka Dygacz           | Polen                  | 1:31:28         |                 |                                                     |
| 21    | Agnese Pastare             | Lettland               | 1:31:54         | Knie            |                                                     |
| 22    | Hanna Drabenja             | Belarus                | 1:31:58         | Bod             |                                                     |
| 23    | Brigita Virbalytė-Dimšienė | Litauen                | 1:31:58         |                 |                                                     |
| 24    | Olha Jakowenko             | Ukraine                | 1:32:07         |                 |                                                     |
| 25    | Beki Lee                   | Australien             | 1:32:14         |                 |                                                     |
| 26    | Maria Michta               | Vereinigte Staaten     | 1:32:27         |                 |                                                     |
| 27    | Monica Equihua             | Mexiko                 | 1:32:28         |                 |                                                     |
| 28    | Jamy Franco                | Guatemala              | 1:33:18         | Bod             |                                                     |
| 29    | Sandra Arenas              | Kolumbien              | 1:33:21         |                 |                                                     |
| 30    | Claudia Balderrama         | Bolivien               | 1:33:28         | Bod             |                                                     |
| 31    | Ingrid Hernández           | Kolumbien              | 1:33:34         |                 |                                                     |
| 32    | Lucie Pelantová            | Tschechien             | 1:33:35         |                 |                                                     |
| 33    | Nguyễn Thị Thanh Phúc      | Vietnam                | 1:33:36         |                 | NR                                                  |
| 34    | Kumi Otoshi                | Japan                  | 1:33:50         |                 |                                                     |
| 35    | Claudia Ștef               | Rumänien               | 1:33:56         |                 |                                                     |
| 36    | Neringa Aidietytė          | Litauen                | 1:34:01         |                 |                                                     |
| 37    | Yadira Guaman              | Ecuador                | 1:34:47         |                 |                                                     |
| 38    | Viktoria Madarász          | Ungarn                 | 1:34:48         |                 |                                                     |
| 39    | Aiman Qoschachmetowa       | Kasachstan             | 1:35:00         |                 |                                                     |
| 40    | Arabelly Orjuela           | Kolumbien              | 1:35:05         |                 |                                                     |
| 41    | Despina Zapounidou         | Griechenland           | 1:35:19         |                 |                                                     |
| 42    | Paulina Buziak             | Polen                  | 1:35:23         | Knie / Knie     |                                                     |
| 43    | Mayra Herrera              | Guatemala              | 1:35:33         | Bod / Bod       |                                                     |
| 45    | Nastassja Jazewitsch       | Belarus                | 1:35:41         |                 |                                                     |
| 46    | Vera Santos                | Portugal               | 1:35:51         |                 |                                                     |
| 48    | Paola Pérez                | Ecuador                | 1:37:05         |                 |                                                     |
| 49    | Rachel Seaman              | Kanada                 | 1:37:36         |                 |                                                     |
| 50    | Maria Czaková              | Slowakei               | 1:37:43         | Bod             |                                                     |
| 51    | Anne Halkivaha             | Finnland               | 1:38:49         |                 |                                                     |
| 52    | Milángela Rosales          | Venezuela              | 1:42:46         | Bod             |                                                     |
| DNF   | Sabine Krantz              | Deutschland            |                 |                 |                                                     |
| DNF   | Scholpan Qoschachmetowa    | Kasachstan             |                 |                 |                                                     |
| DSQ   | Johanna Jackson            | Vereinigtes Königreich |                 | Bod / Bod / Bod | Weltleichtathletikverband Regel 230.6 – Rote Karten |
| DSQ   | Jeon Yeong-Eun             | Südkorea               | Bod / Bod / Bod |                 | Weltleichtathletikverband Regel 230.6 – Rote Karten |
| DSQ   | Mirna Ortiz                | Guatemala              | Bod / Bod / Bod |                 | Weltleichtathletikverband Regel 230.6 – Rote Karten |
| DSQ   | Claire Tallent             | Australien             | Bod / Bod / Bod |                 | Weltleichtathletikverband Regel 230.6 – Rote Karten |
| DOP   | Jelena Laschmanowa         | Russland               | 1:25:02         | Bod             | [ 2 ]                                               |
| DOP   | Olga Kaniskina             | Russland               | 1:25:09         | Bod             | [ 3 ]                                               |
| DOP   | Anissja Kirdjapkina        | Russland               | 1:26:26         |                 | [ 4 ]                                               |
| DOP   | Semiha Mutlu               | Türkei                 | 1:35:33         |                 | [ 5 ]                                               |
| DOP   | Olena Schumkina            | Ukraine                | 1:36:42         |                 | [ 6 ]                                               |

## Wettbewerbsverlauf
Die Top-Geherin der letzten Jahre war die Russin Olga Kaniskina. Sie war die Olympiasiegerin von 2008 und Weltmeisterin von 2007, 2009 und 2011. Ihre schärfste Gegnerin wurde in ihrer Landsfrau Jelena Laschmanowa gesehen. Ansonsten ging die Chinesin Qoijing Gyi mit guten Aussichten auf eine vordere Platzierung an den Start.
Von Anfang an legte Kaniskina ein schnelles Tempo vor. So riss das Feld der Geherinnen schnell auf und es bildeten sich zahlreiche kleinere und größere Gruppen. Bei Kilometer acht führte Kaniskina mit vier Sekunden vor der Chinesin Liu Hong. Das Verfolgerfeld mit den Chinesinnen Qoijing Gyi und Lü Xiuzhi hatte bereits 38 Sekunden Rückstand. Bis zur Streckenhälfte blieb der Abstand zwischen Liu und dieser Gruppe dann erstmal konstant, während Kaniskina ganz vorne ihren Vorsprung weiter vergrößerte.
Im weiteren Verlauf verlor Lü den Kontakt zur Gruppe und Qoijing schloss auf den nächsten fünf Kilometern zu Liu auf. Immer besser in Szene setzte sich nun vor allem Jelena Laschmanowa. Das Tempo blieb weiterhin hoch, die 2-Kilometer-Abschnitte wurden zwischen 8:25 min und 8:44 min gegangen. Bei Kilometer sechzehn führte Kaniskina vor Laschmanowa, Liu verlor Kontakt zu Qoijing, die das Tempo verschärfte.
Am Ende ging Laschmanowa als Erste vor Kaniskina über die Ziellinie. Doch da sich beide später als gedopt herausstellten (siehe Abschnitt "Doping" oben), sah die offizielle Verteilung der Medaillen ganz anders aus. Olympiasiegerin wurde Qoijing Gyi vor Liu Hong und Lü Xiuzhi, alle drei Medaillen gingen somit nach China. Vierte wurde die Italienerin Elisa Rigaudo vor der Spanierin Beatriz Pascual und der Portugiesin Ana Cabecinha.

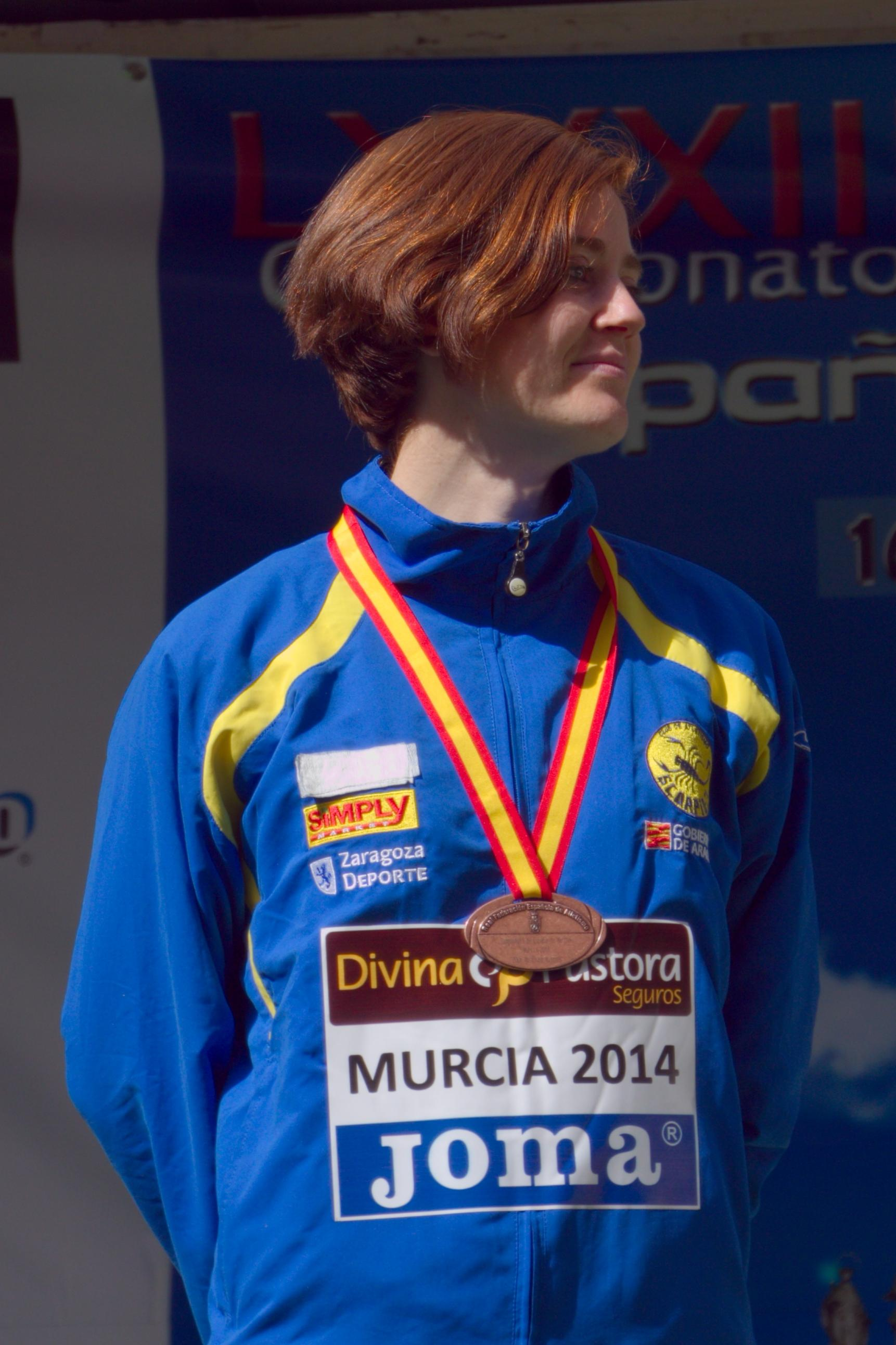
María José Povés – Rang neun
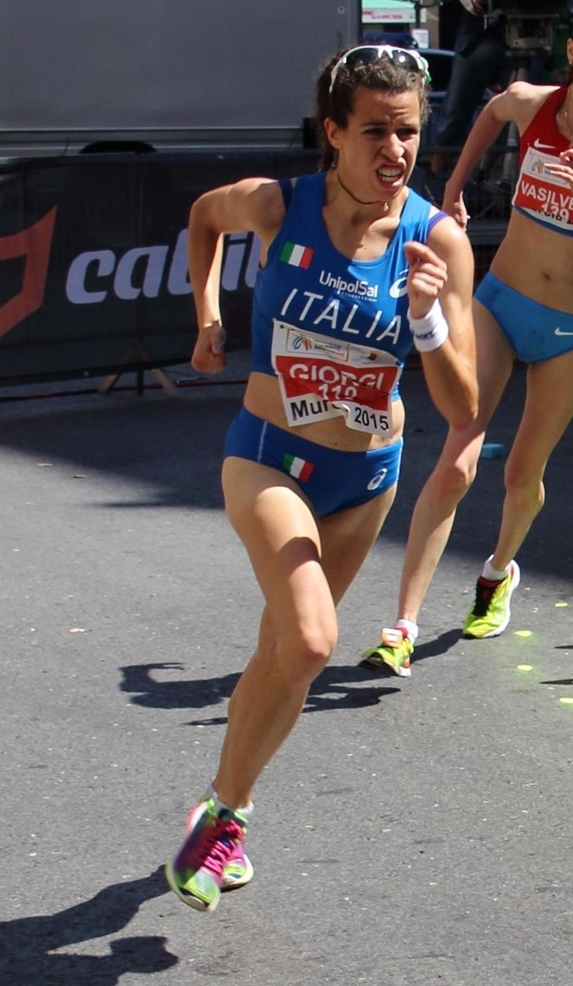
Eleonora Anna Giorgi – Rang elf
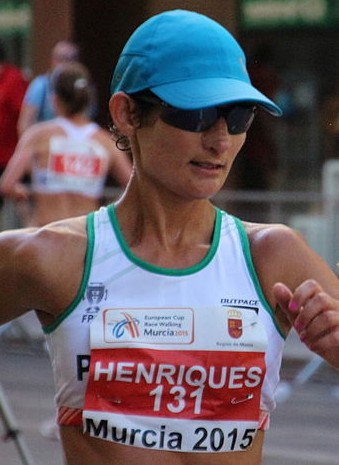
Inês Henriques – Rang zwölf
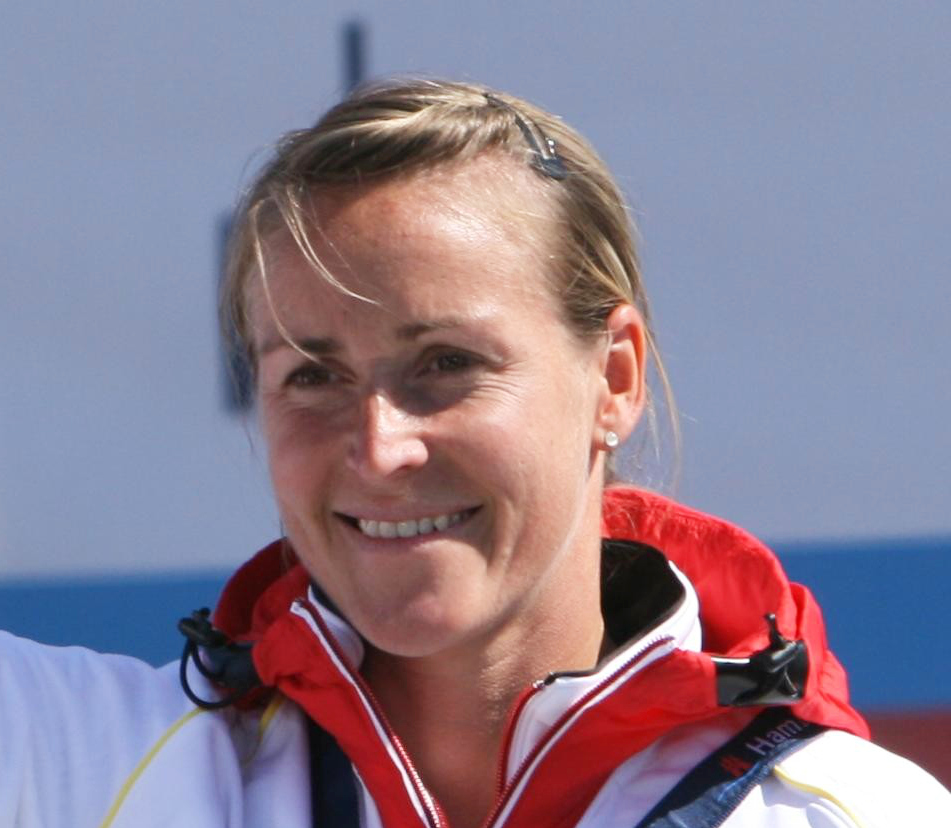
Melanie Seeger erreichte Rang sechzehn
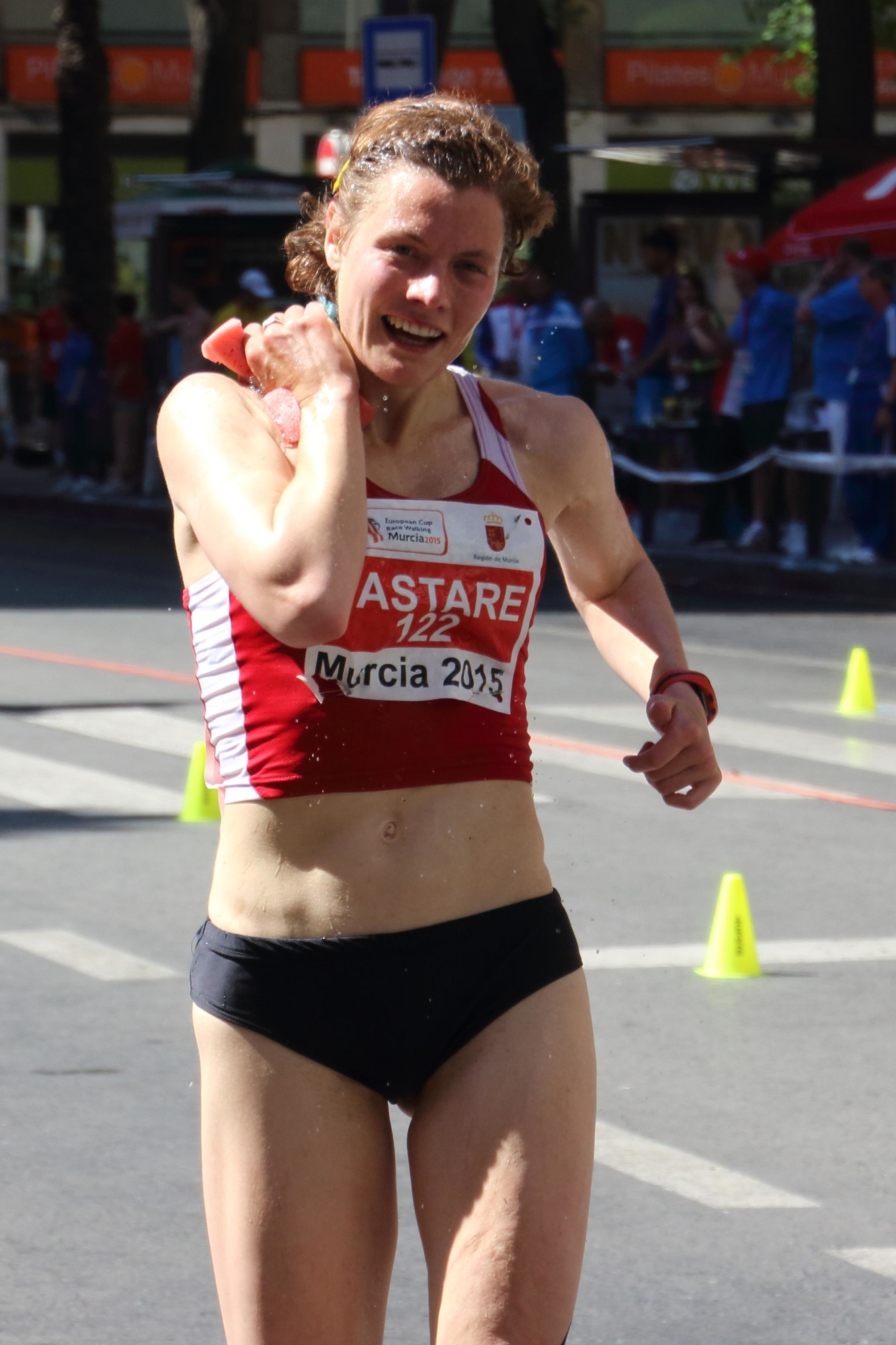
Agnese Pastare – Rang 21
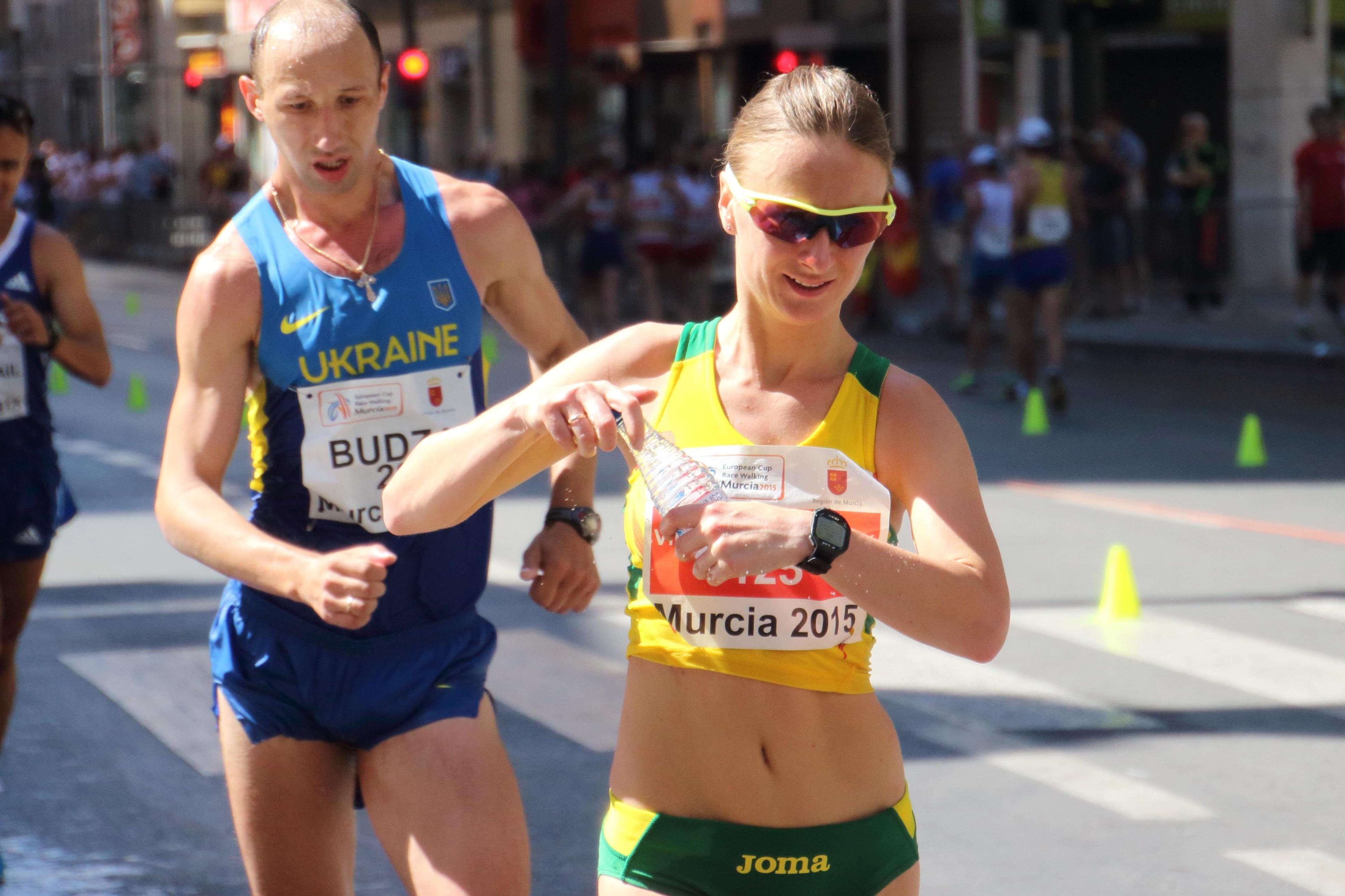
Brigita Virbalytė-Dimšienė (rechts) – Rang 23
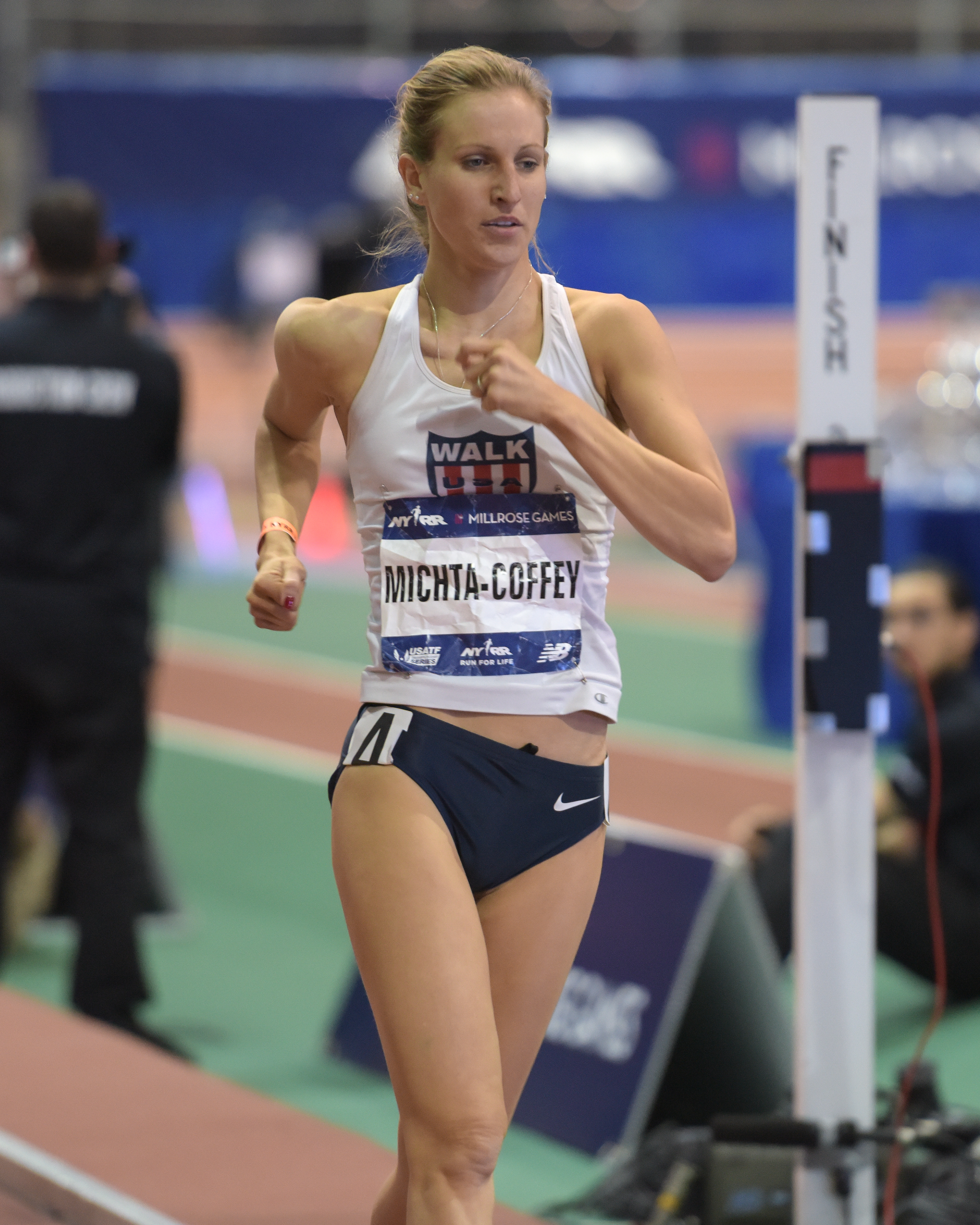
Maria Michta – Rang 26
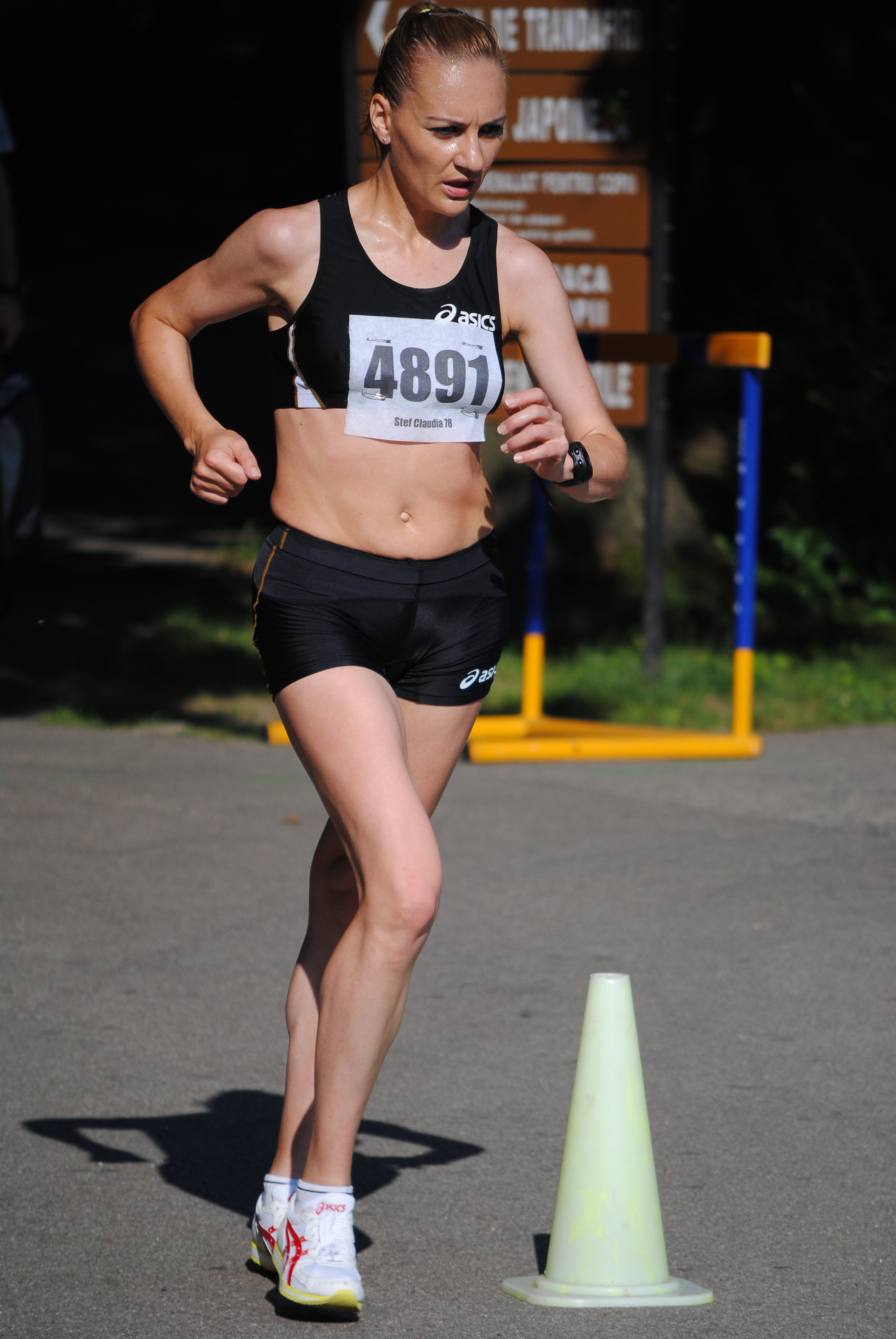
Claudia Ștef – Rang 35
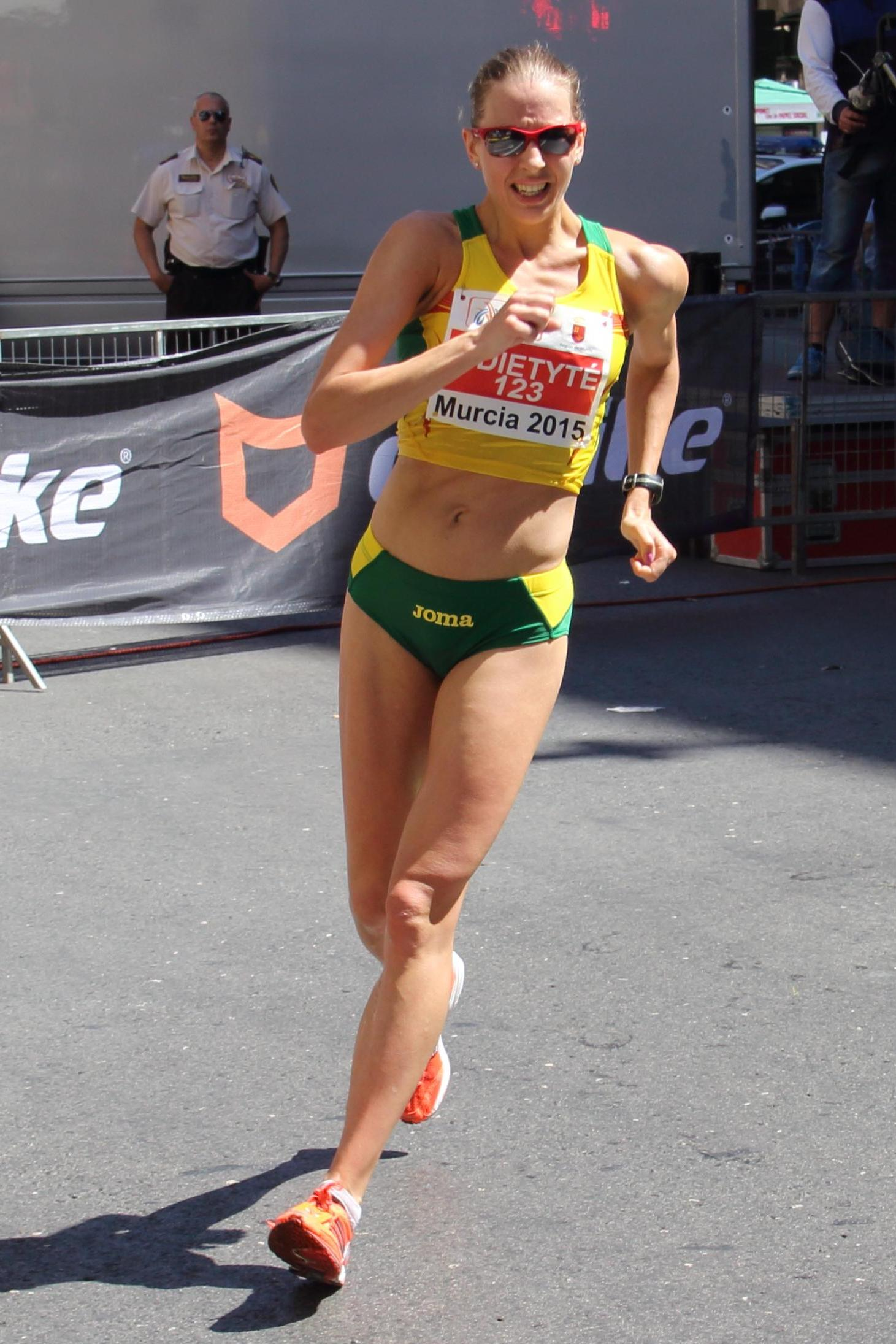
Neringa Aidietytė – Rang 36
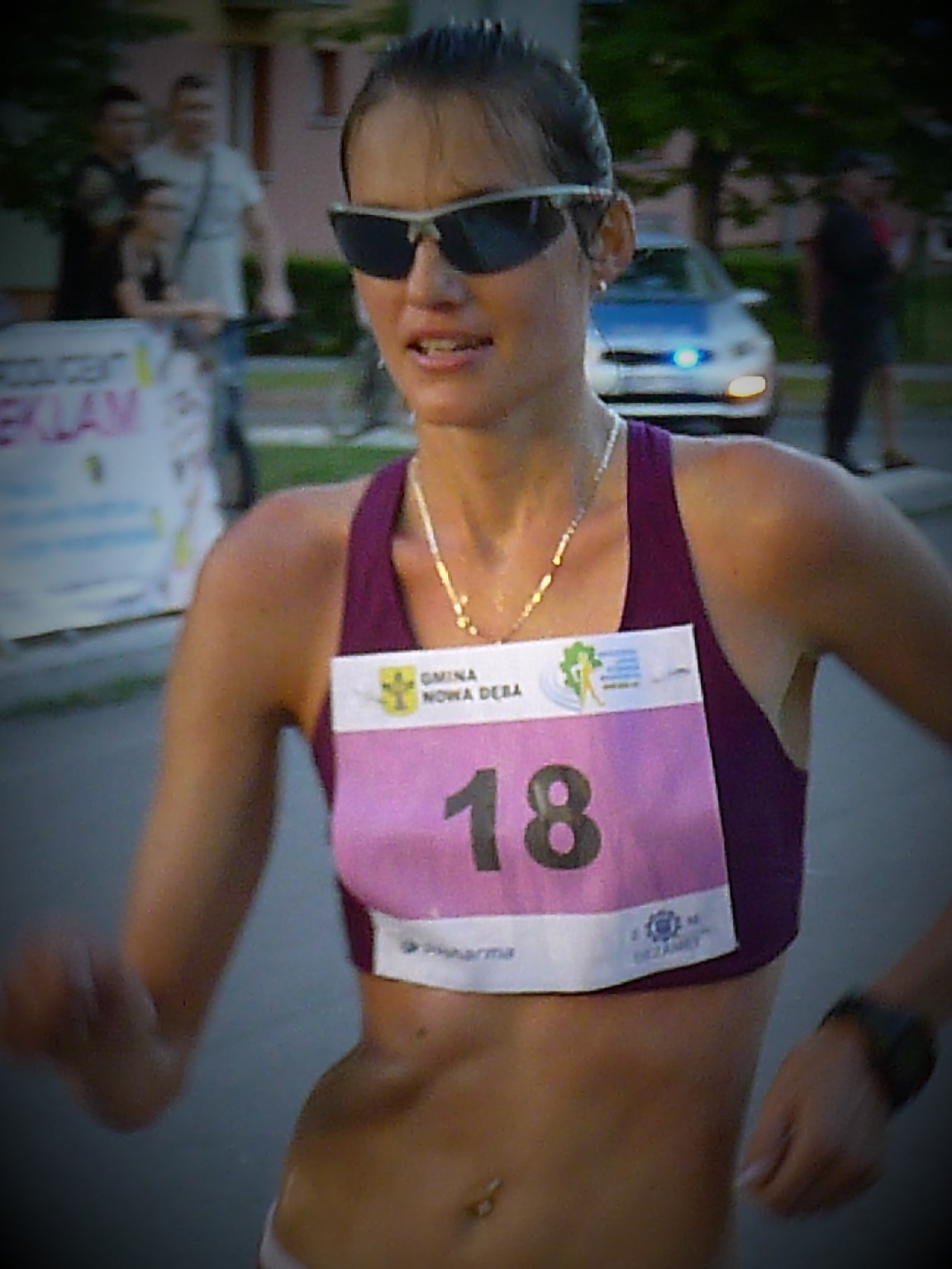
Paulina Buziak – Rang 42
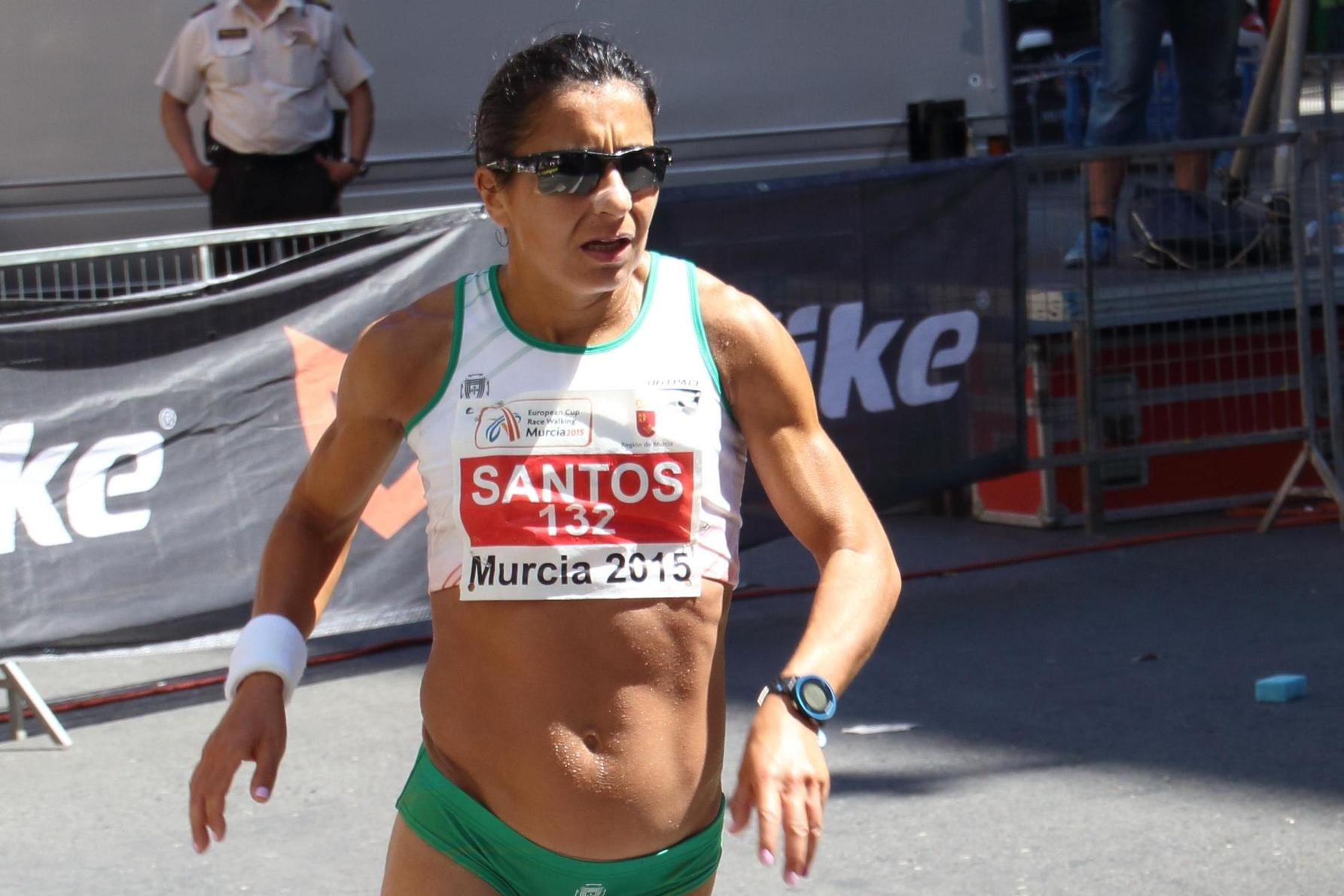
Vera Santos – Rang 46
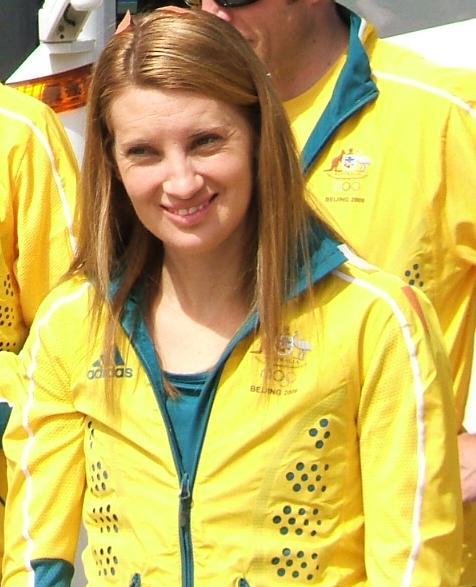
Claire Tallent – disqualifiziert wegen Nichteinhaltung der Gehregeln
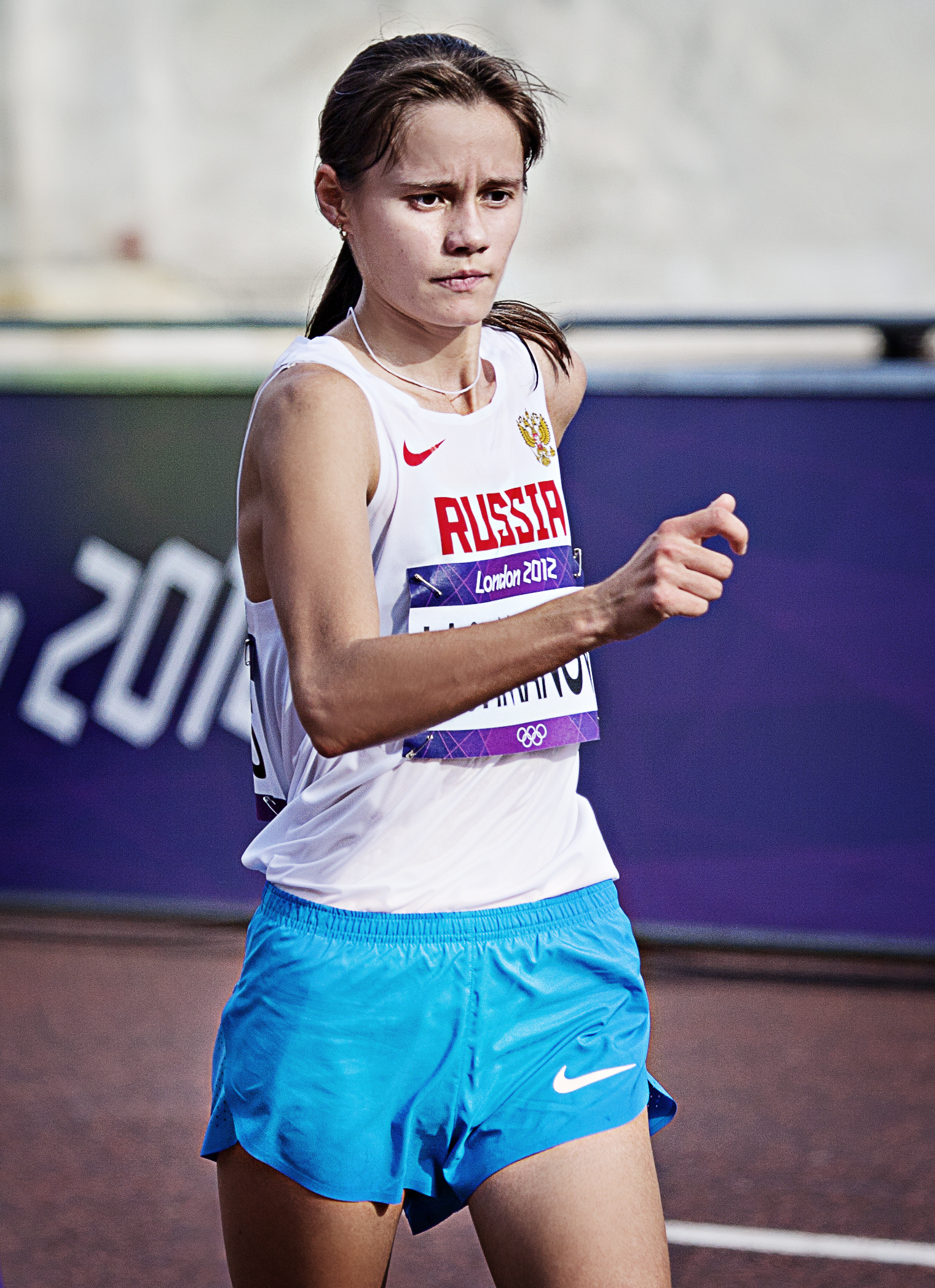
Jelena Laschmanowa – gedopt und disqualifiziert
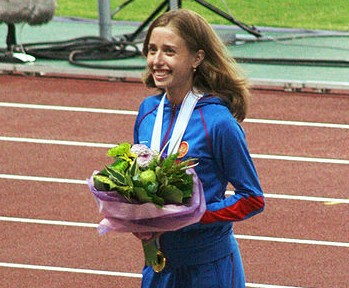
Olga Kaniskina – gedopt und disqualifiziert
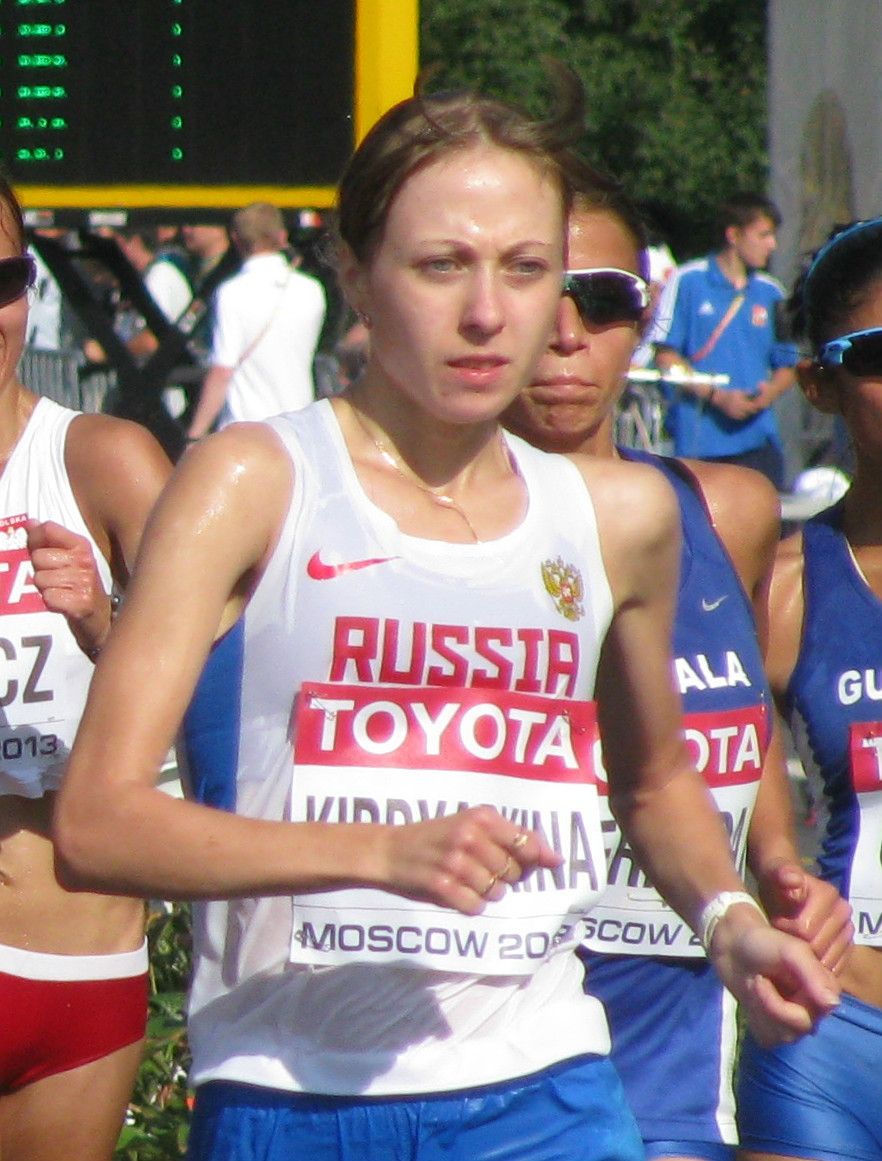
Anissja Kirdjapkina – gedopt und disqualifiziert

## Video
- Athletics - Women's 20km Walk - London 2012 Olympic Games, youtube.com, abgerufen am 18. April 2022